# Cheval en Ouzbékistan
L'histoire du cheval en Ouzbékistan, pays de culture nomade, laisse naturellement une large place à cet animal et aux traditions qui lui sont liées. La principale race locale est le Karabaïr. La viande de cheval est abondamment consommée dans ce pays, notamment sous forme de beshbarmak et de saucisses naryn. 

## Histoire

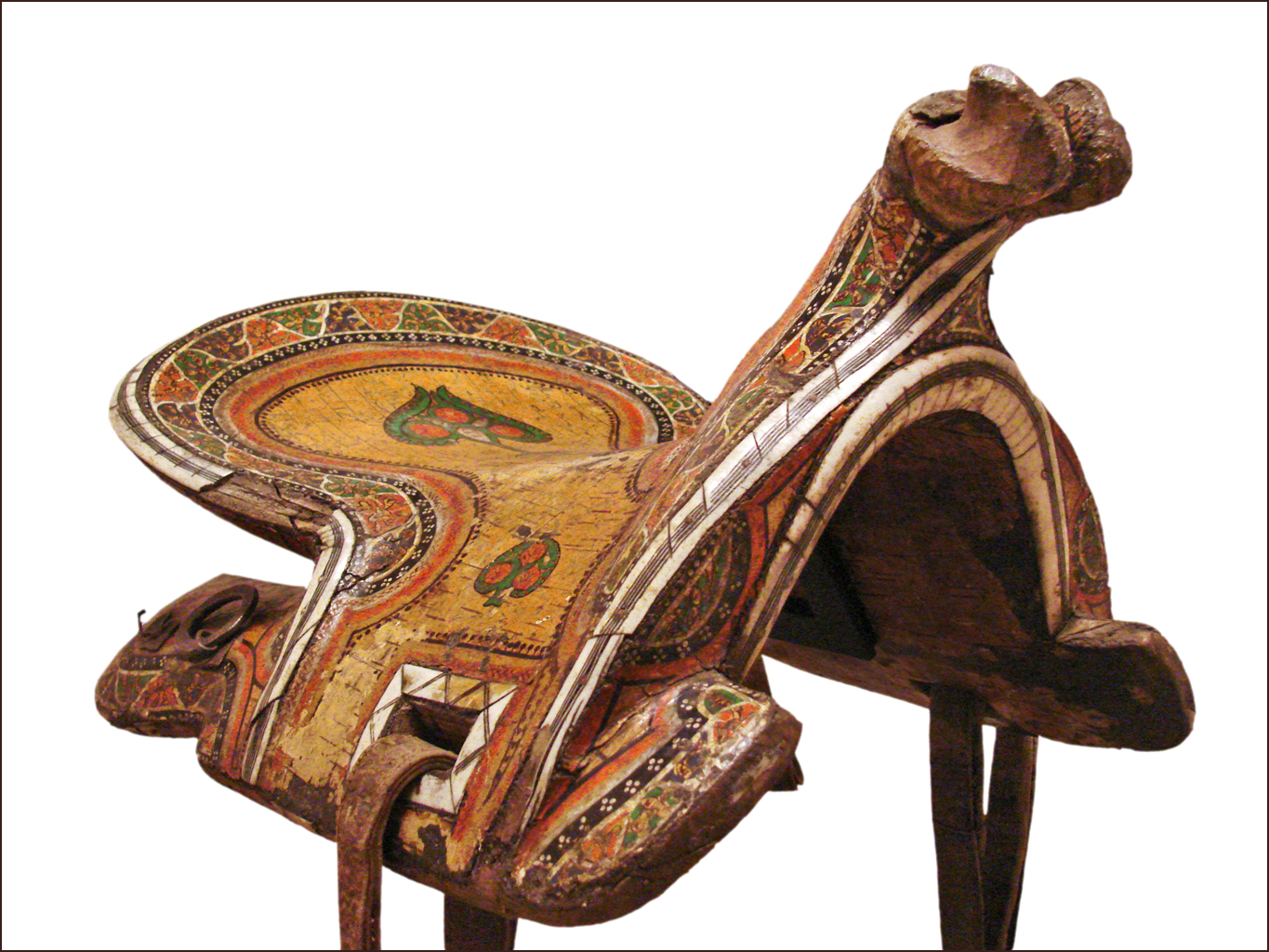
Selle de cheval ouzbèke au musée du quai Branly.

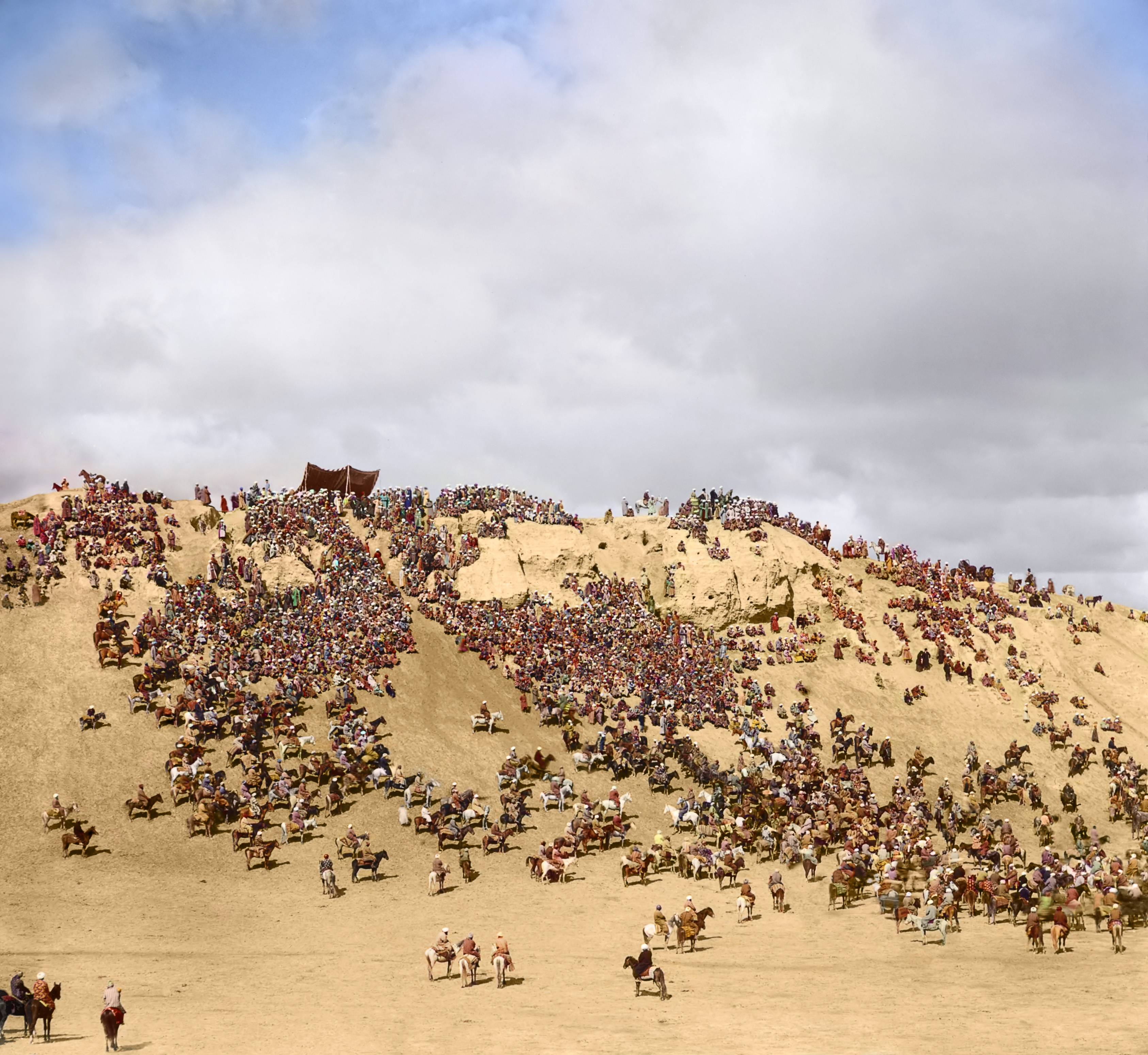
Un grand nombre de cavaliers rassemblés à flanc de colline, probablement pour un jeu d'équitation traditionnel appelé bayga. Photographie en couleur prise à Samarcande par Sergueï Prokoudine-Gorski, vers 1911.

Le territoire ouzbèke pourrait être l'un des premiers où s'est pratiquée la domestication du cheval, le site archéologique d'Ayakagytma recelant de nombreux restes de chevaux remontant à 8 000–7 400 ans avant le présent. 
Comme dans tous les pays de culture nomade, les Ouzbeks pratiquent abondamment l'élevage équin. L'équitation représente une part centrale de leur culture et de leur mode de vie sous toutes ses formes, en assurant leurs déplacements.
L'élevage de chevaux semble s'être développé tôt dans toute l'Asie centrale, dès le Ier millénaire av. J.-C., dans le but d'obtenir des animaux plus grands et aptes à être montés. Environ 100 ans avant notre ère, la vallée de Ferghana, située en grande partie dans l'actuel Ouzbékistan, élève des montures réputées, surnommées « Dawan » par les Chinois,.
En 1980, les Russes mènent une étude sur l'engraissement des chevaux ouzbèkes destinés à fournir de la viande. L'élevage local du cheval est d'autant facilité que l'agriculture ouzbèke est particulièrement performante, fournissant de la nourriture en abondance.

## Élevage

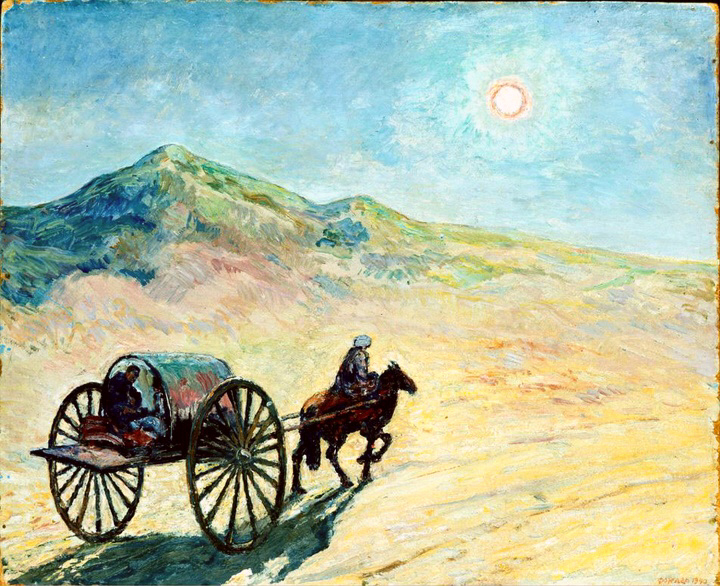
Peinture de Heinrich Vogeler, un matin en Ouzbékistan.

La base de données DAD-IS ne répertorie que deux races de chevaux élevées actuellement ou par le passé en Ouzbékistan : l'Adaev et le Karabaïr. Ce dernier forme le cheval classique local, il est élevé dans tout le pays, y compris au haras national de Gallyaaral.
Des chevaux de Przewalski ont été introduits dans la réserve de Boukhara. Par ailleurs, la province de Boukhara compte de nombreuses petites fermes d'élevage équin, alors que dans la province de Syr-Daria, cet élevage est insignifiant. Le nombre de chevaux détenus dans de petites exploitations personnelles a augmenté, alors que celui des chevaux utilisés par les entreprises agricoles a diminué.

## Pratiques
Le bouzkachi est traditionnellement pratiqué en Ouzbékistan, avec un cheval Karabaïr.

## Aspects culturels

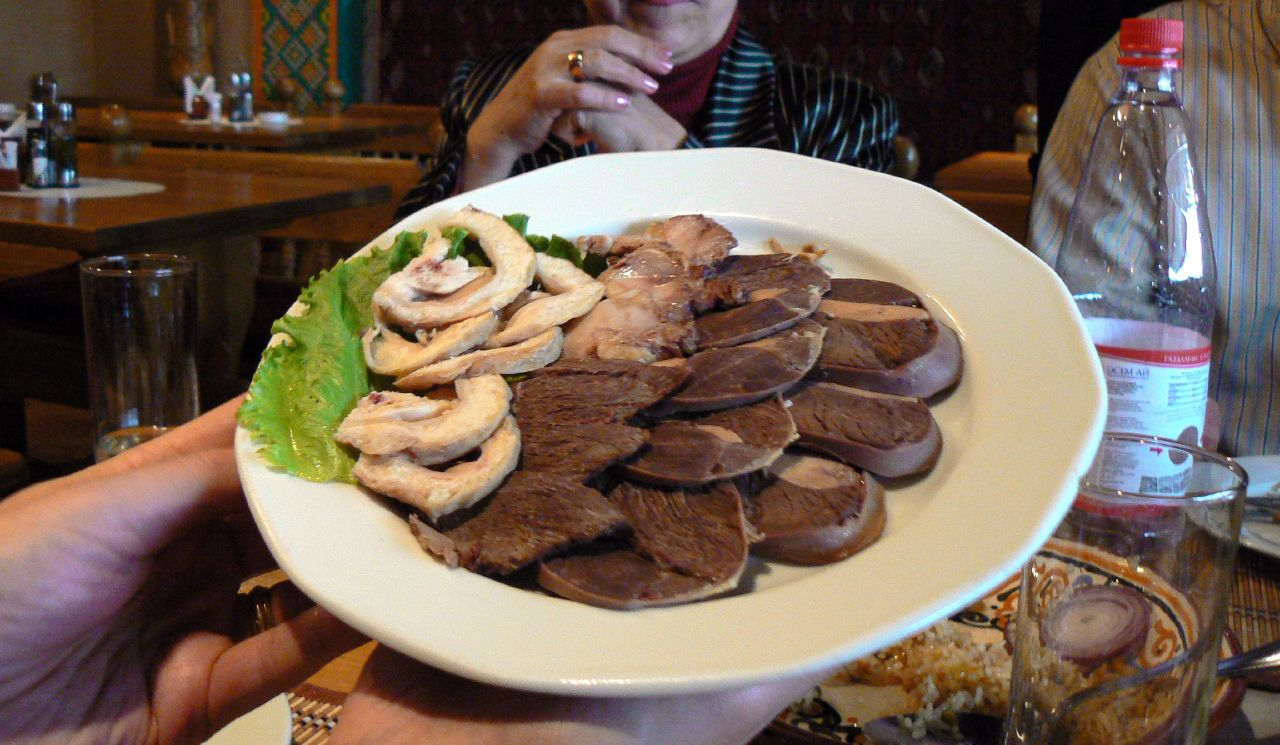
Plat de viande de cheval servi dans un restaurant ouzbek au Kazakhstan. De gauche à droite, du qarta et du kazy.

La cuisine ouzbèke laisse une large place à la viande de cheval. Le beshbarmak se compose de nouilles servies avec de la viande équine et un bouillon. Le naryn est une saucisse de cheval, servie avec des nouilles froides.